# Palhano
Palhano är en kommun i Brasilien.   Den ligger i delstaten Ceará, i den östra delen av landet, 1 600 km nordost om huvudstaden Brasília. Antalet invånare är 8 869.
Omgivningarna runt Palhano är huvudsakligen savann. Runt Palhano är det ganska glesbefolkat, med 39 invånare per kvadratkilometer.